# 柴电动力

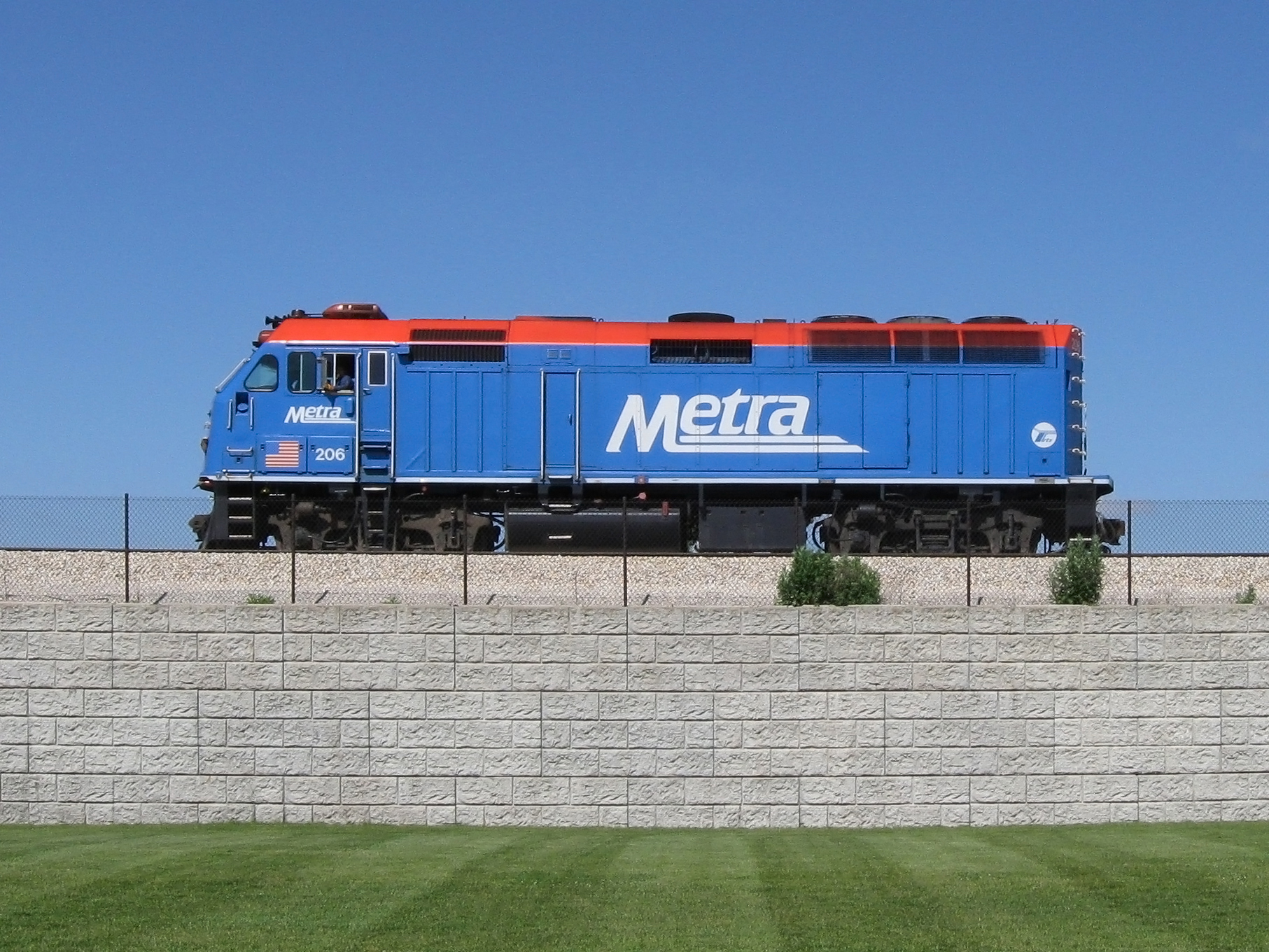
柴電動力火車

柴电动力又称柴油电力、柴油机电力，是指由柴油引擎驱动的载具的传动系统。很多混合動力鐵路車輛使用柴电传动系统来提供牵引力，一套柴电系统使用一个柴油机连接一个发电机产生电力供牵引电机使用。柴電動力一般比傳統柴油較為環保。

## 水面艦艇

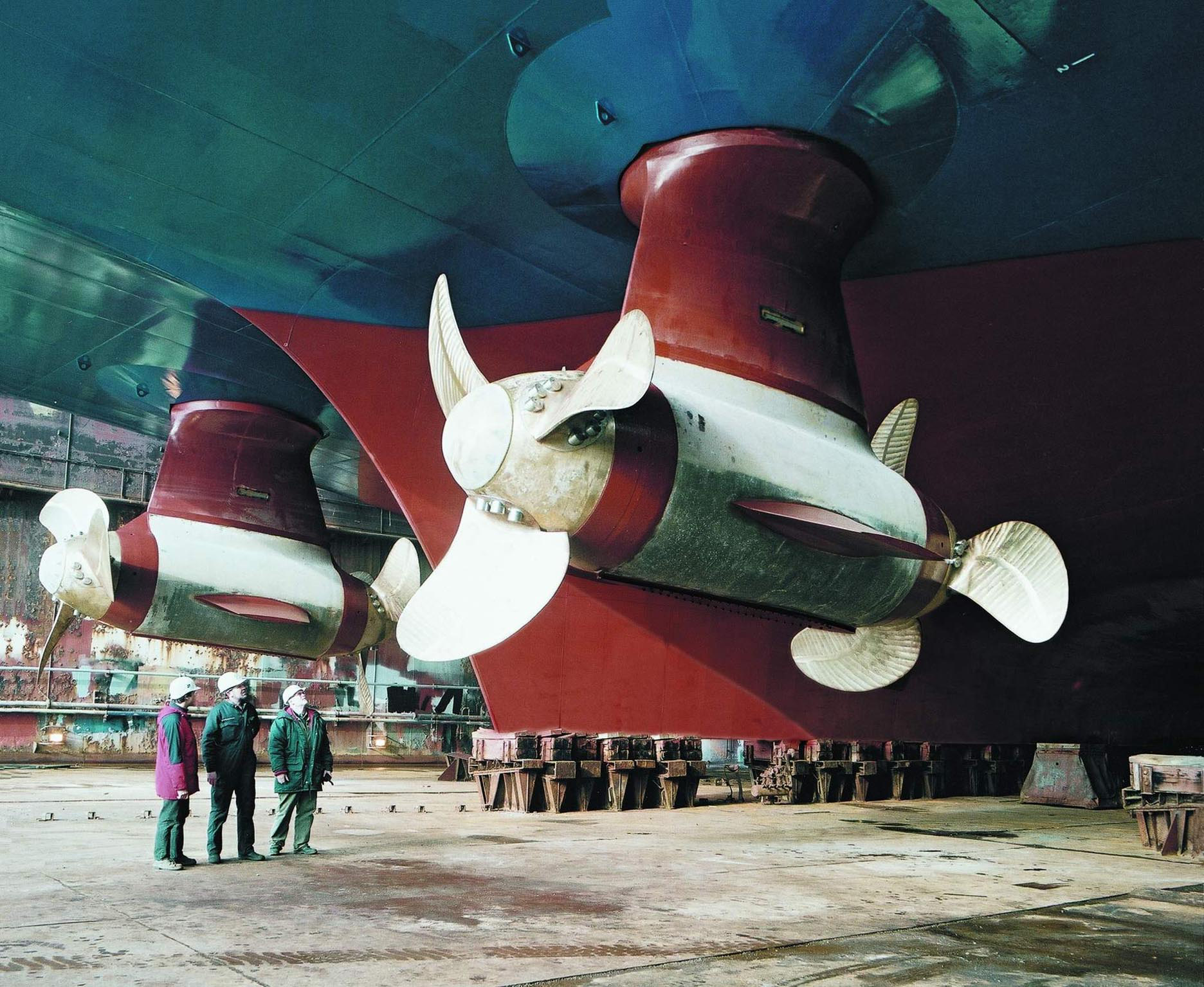
西门子公司所造的船只转向助推器

第一艘柴油机船只其实也就是第一艘柴电动力船只，是1903年下水的俄罗斯汪達爾號油輪。而蒸氣渦輪-電動機推進則是在1920年代於美國田纳西级战列舰上使用，後續這類技術都一直有少量運用；在美國以外，20世紀初運用柴電動力最大型的艦艇屬芬蘭海軍的万奈摩宁号岸防舰，美國海軍在二戰爆發時因蒸氣渦輪的料件生產短缺，二戰初製造的艾瓦茲級護航驅逐艦也運用了柴電推進設計。
在戰後，運用柴電動力設計的艦艇主要是破冰船。軍艦中運用柴電動力設計的有鹿特丹級船塢登陸艦和西北風級兩棲突擊艦等
一些当代的船只，比如游艇和破冰船上，使用电动机进行辅助推进帮助船只进行360度旋转从而使得船只更具有操作性。
还有一些船只使用燃气轮机但原理却基本相似。其实很大一部分船只的动力系统则是将各种轮机系统混和在一起的。比如玛丽二世女王号，在船的底部安有一组柴油机以及在顶部排气塔的一组燃气轮机。这里两组轮机都用于发电以供应发电机，船只的推进螺旋桨却并未与这两组的任何一组直接连接。

## 潜艇

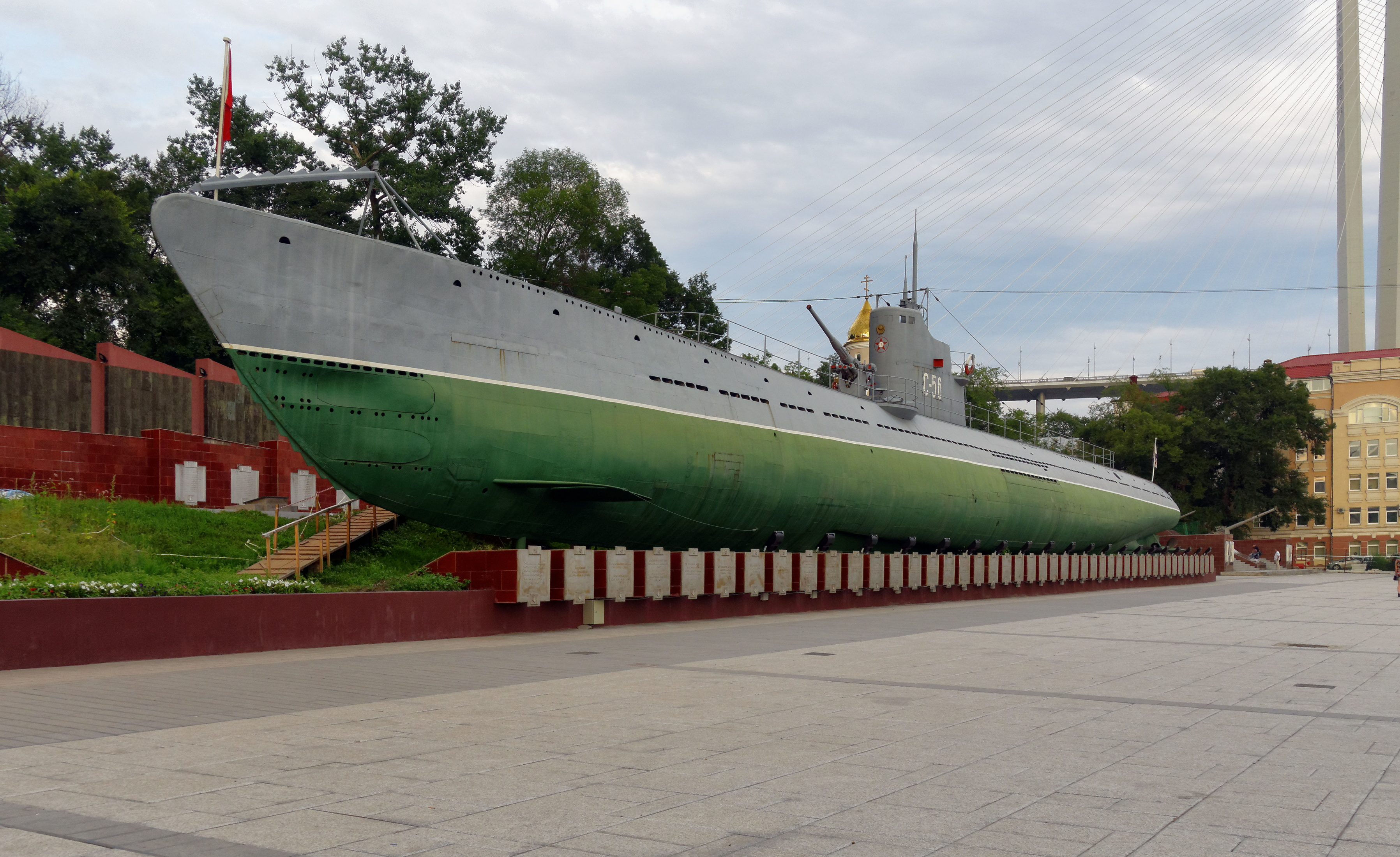
柴電潛艇

柴电动力在第一次世界大战之前就已经成功地在潜艇上使用，由此潜艇的續戰力相較更早的潛艦又有提升。在柴油引擎未泛用前，潛艦的熱機動力曾用過煤油或汽油引擎，但是這些燃料容易揮發，不易運用；揮發性小、燃點高的柴油讓潛艦更為安全，且柴油引擎的效率好，潛艦也能有更遠的航程。
初期潛艦運用的柴電動力，由柴油机、电动机、发电机、蓄电池構成。螺旋槳由柴油機與電動機並聯，在水上航行可運用柴油機航行，也可讓柴油機帶動發電機為蓄電池充電。在潛航狀態时，艦艇空氣有限，無法讓需要耗氧的熱機運作；蓄電池會為電動馬達提供能量，由電力推動螺旋槳。
在這階段，柴油引擎和電動馬達是連接在同一組傳動裝置上，視需求切換並聯機組，而柴油引擎會另外連接發電機為潛艦電池充電。但轉換動力來源切換變速箱會造成額外的噪音，為了容納多型機組而拉長的螺旋槳傳動軸則會製造更多振動，增加被偵測到的風險。狹義來看，尚不算真正的柴電動力。苏联部分使用這種架構的潛艦則以設置3組推進機組處理隱匿性問題：比如三台柴油机或电动机同时运作，或者通过通气管让两台靠外的柴油机为蓄电池充电，中间的推进槳则由更安静的电动机继续运作等等。
至1928年，美國海軍工程局開發出現在認知的柴電動力輪機，該機組在S級潛艇上測試。美國設計的機組柴油引擎不再連結傳動軸，僅連結發電機，推進皆由電動機輸出，柴油引擎工作便只剩供電；這種設計好處在柴油引擎可以視情況開關，讓潛艦指揮官可以有具效率的調度下輸出動力，如果在多組柴油機同時啟動時還可以在航行兼進行充電。這項設計在海豚級潛艦（美國海軍）上開始導入，在二戰期間除美國外開發出類似架構導入服役者僅有英國的U級潛艦（英國皇家海軍），這套動力架構在二戰後各國皆爭相導入，成為現代柴電動力的主要設計。

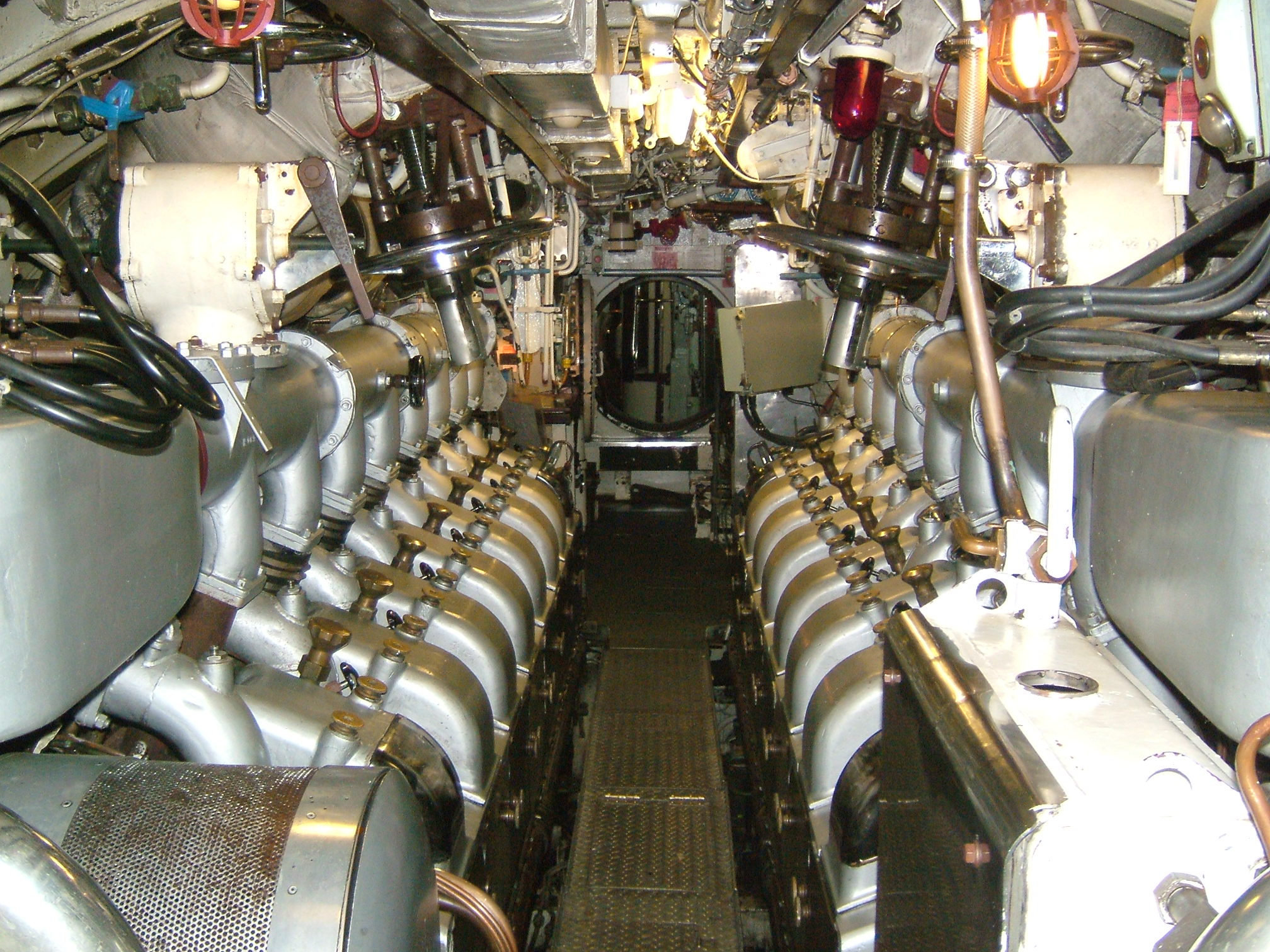
英国皇家海军虎猫号的柴油发电机

柴电动力的性能被认为是常规动力潜艇中比较成功的，而且其研发和制造难度相对较低。很多国家的海军都通过进口潜艇之后仿制，从而增加本国的潜艇研究经验，同时降低制造成本。在两次大战之中，德国的一些柴电潜艇的设计相当出色，但也有一些并不太好。这些潜艇在战后提供给同盟国以及苏联之后，都很大程度上增加了各自国家的潜艇研制能力。美国很多舊式潜艇的传动轴相互垂直，这种大噪音的设计在之后被遗弃。还有一些舊式潜艇的轮机舱都被从中切成两半，然后再将潜艇拉长以弥补舱室的空间，以这种方式让柴油机更稳定更可靠，但在接受德国的潜艇技术之后很多欧洲潜艇的柴油机都显示出了进步。
现代柴电潜艇的推进槳通常不会直接连接到柴油机，通常来说每个推进槳对应一个电动机，两个或更多的柴油发电机负责为潜艇提供电能并为电池充电。这种设计由于将潜艇动力系统的噪音有效的控制在内壳裏，从而很大程度上减少了潜艇的噪音及声音标记，甚至一些核潜艇也用这种设计减少反应堆舱直接对外产生的噪音。其中以法国的凱旋級核潜艇尤为出众，另外中国的093型核潜艇也采用这种技术，不过093型采用涡轮电机提供推进动力。

## 列车机车
在20世纪20年代，柴电技术第一次应用于调车机车和列车机车中用于在铁轨中移动，挂载和解挂列车。第一个列车机车由美国机车公司建造，ALCO HH系列柴电调车机车于1931年开始投入系列化生产。在20世纪30年代，这个系统首先接受了流线型外壳设计，并在当时成为了速度最快的列车。柴电动力在当时成为了相当流行的动力设计，其大大简化了将动力传输到轮子的过程，并且由于两个可以同时工作，从而让保养周期和要求降低。相比之下，直接将动力传到车轮则会使整个传动系统变得极为复杂。另外一些研究试图用过液压系统传动，并且现在已经证实这种系统比柴电系统更有效率，但无论直接传动还是液压传动都极为复杂使得这两种系统都很难吸引公众和机车制造商的眼光。

## 陆地交通工具

### 客车
有一些大客车已经用电力或者混合动力。通过使用柴油机和BAE系统在刹车时产生的能量为电池充电从而运作电动机。通常来说並聯式柴电混合动力的客车通常比纯内燃机的大客车更安静。一些大客车可以让驾驶员选择使用纯电力或者内燃机作为推进动力机，但也有一些混合动力客车则仅仅在加速和待速状态使用电机，其他时候则仍然使用燃机。

### 卡车
使用柴电动力的卡车：

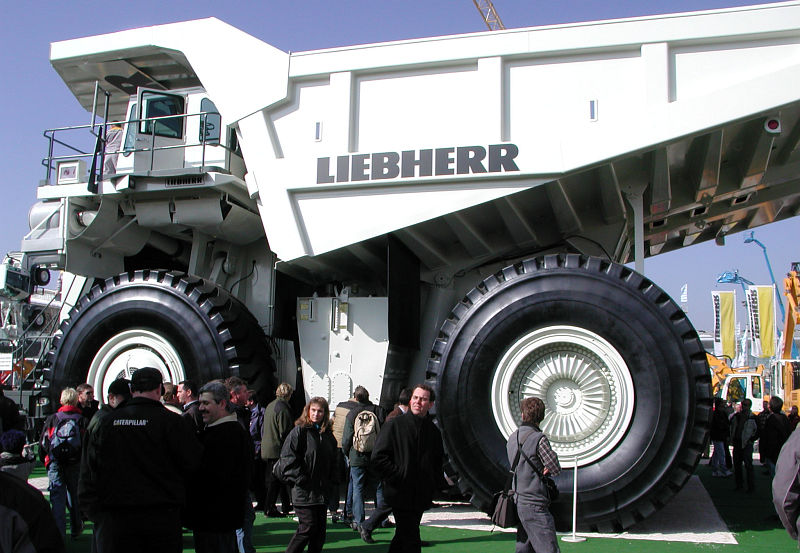
柴电动力卡车Liebherr T282

- 一些大型的自倾卸重卡车，诸如Liebherr T 282B、LeTourneau L-2350
- 美国国家航空和宇宙航行局（NASA）的巨型运载车 航天飞机运输车
- 三菱汽车生产的三菱Mitsubishi Fuso Canter Eco Hybrid商用卡车
- 道奇公司的测试型卡车道奇赛跑者（Dodge Sprinter）[1][2]
- 万国底盘与柴油发动机公司出产的DuraStar型卡车[3]

## 外部連結
- EERE Clean Fleet Guide by vehicle type （页面存档备份，存于）。
- Hybrid-Vehicle.org: Information on hybrid vehicle history, hybrid vehicle technology and practical application of hybrid technology in a broad spectrum of vehicles. （页面存档备份，存于）。
- Diesel Forum: diesel hybrid corner （页面存档备份，存于）。

大客车
- CleanBus。
- Northeast Advanced Vehicle Consortium （页面存档备份，存于）。
- NRDC （页面存档备份，存于）。
- Markham’s Clean Air Hybrid Bus  by FIBA Canning Inc.

混合动力客车的内部装置
- US: 11 transit agencies unite to buy 157 hybrid buses （页面存档备份，存于）。
- Trimet Hybrid Diesel-Electric Bus Fleet。
- MTA NY Orion electric hybrid buses （页面存档备份，存于）。
- King County Hybrid Bus Program。
- SF Muni Acquired Buses With Latest Hybrid Bus Technology Archive.today的存檔，存档日期2013-01-11。
- Western Consortium Orders 157 GM Hybrid-Powered Buses。
- San Francisco Streets to Get Diesel-electric Hybrid Buses。

混合动力系统
- Meritor Axles and Brakes Specified on New Hybrid Buses。

轿车
- West Philly students and teachers built the "Attack", a biodiesel and electric hybrid that gets 50 mpg。